# Acapulco (Costa Rica)
Acapulco è un distretto della Costa Rica facente parte del cantone di Puntarenas, nella provincia omonima.